# حسین امامیان
حسین امامیان (زاده ۲۰ فروردین ۱۳۶۶ - ایلام) یک بازیکن فوتبال اهل ایران است.